# Kung Fu Panda: La Leyenda de Po (temporada 3)
Esta tercera temporada de Kung Fu Panda: La Leyenda de Po una serie estadounidense creado por DreamWorks emitida por la cadena de Nickelodeon.

## Reparto
- Mick Wingert como el Maestro Po
- Fred Tatasciore como el Maestro Shifu
- Kari Wahlgren como la Maestra Tigresa
- Phil LaMarr como el Maestro Mono
- Lucy Liu como la Maestra Víbora
- Maurice Lamarche como el Maestro Mantis
- Frank Welker como el Maestro Grulla
- Billy West como el Sr. Ping

## Emisión
Esta temporada dio inicio el 24 de junio de 2013 por Estados Unidos con el episodio de Shifu's Ex, pero esta temporada fue estrenada en primero en Latinoamérica el 17 de enero de 2013 con el episodio The Break Up.
En Estados Unidos fueron estrenados los primeros 5 episodios en la semana del 24 al 28 de junio de 2013.

## Episodios
| N.º Episodio | Título                                                   | Estreno en Estados Unidos | Estreno en Latinoamérica | Estreno en España    |
| --- | -------------------------------------------------------- | ------------------------- | ------------------------ | -------------------- |
| 53-1 | «La Ex de Shifu» «Shifu's Ex»                            | 24 de junio de 2013       | 7 de octubre de 2013     | 12 de agosto de 2014 |
| Cuando la exnovia de Shifu vuelve al palacio, Po intenta verlos de nuevo juntos, pero se da cuenta de que la redención es la última cosa en su mente. Villana: Mei Ling |                                                          |                           |                          |                      |
| 54-2 | «La Guerra de los Tallarines» «War of the Noodles»       | 25 de junio de 2013       | 7 de abril de 2014       | 13 de agosto de 2014 |
| Hundun abre su propia tienda de fideos, formando una rivalidad entre él y el Sr. Ping. Villanos: Hundun y sus Camareros |                                                          |                           |                          |                      |
| 55-3 | «La Separación» «The Break Up»                           | 26 de junio de 2013       | 17 de enero de 2013      | 14 de agosto de 2014 |
| Gah-Ri abandona a Fung y consigue un nuevo trabajo en el restaurante de tallarines de Ping, haciendo que Po se ponga celoso, así que él se une a Fung para tratar de separarlos. Villanos: Fung y Los Cocodrilos Bandidos |                                                          |                           |                          |                      |
| 56-4 | «El Poder de la Mente» «Mind Over Manners»               | 27 de junio de 2013       | 24 de enero de 2014      | 15 de agosto de 2014 |
| Una poderosa gema robada por Tong Fo le da la capacidad a Po de leer la mente después de ser alcanzado por un rayo, pero no pasa mucho tiempo antes de que este nuevo poder empiece a llevar a todos en su contra. Villano: Tong Fo |                                                          |                           |                          |                      |
| 57-5 | «Mil Veinte Preguntas» «A Thousand and Twenty Questions» | 28 de junio de 2013       | 22 de enero de 2014      | 18 de agosto de 2014 |
| El Maestro Yao regresa y ofrece compartir sus conocimientos con los que le exponga a nuevas maravillas, pero las cosas se ponen peligrosas cuando Taotie le pregunta cómo arreglar su última super-arma para derrotar a Po y los Cinco Furiosos y ellos tienen que detenerlo. Villanos: Taotie y Bian Zao                                                  |                                                          |                           |                          |                      |
| 58-6 | «El Camarón Samurái» «The Way of the Prawn»              | 1 de julio de 2013        | 8 de abril de 2014       | 19 de agosto de 2014 |
| Cuando una almeja villana de Japón vence a Po en una humillante derrota, Yijiro un camarón samurái llega para ayudar a pelear contra el, pero Po no se lleva bien con él. Villanos: Kira y su Clan Ishida |                                                          |                           |                          |                      |
| 59-7 | «Voto de Silencio» «Mouth Off»                           | 2 de julio de 2013        | 9 de abril de 2014       | 20 de agosto de 2014 |
| Shifu sugiere que Po debe tomar un voto de silencio para ayudar a concentrarse, pero pronto causa más problemas para estar tranquilo que cuando habla. Entonces Po decide usar los toques paralizantes de Mantis para paralizar sus cuerdas vocales, causándole después problemas con Temutai y su ejército. Villanos: Temutai y sus hijos Chulun y Bataar |                                                          |                           |                          |                      |
| 60-8 | «N/A» «Serpent's Tooth»                                  | 3 de julio de 2013        | N/A                      | N/A                  |
| Villano: Fu Xi |                                                          |                           |                          |                      |
| 61-9 | «N/A» «The Goosefather»                                  | 11 de enero de 2014       | N/A                      | N/A                  |
| 'Villano: Tong Fo. |                                                          |                           |                          |                      |
| 62-10 | «N/A» «Po Picks a Pocket»                                | 25 de enero de 2014       | N/A                      | N/A                  |
| 63-11 | «N/A» «Croc You Like A Hurricane»                        | 2 de febrero de 2014      | N/A                      | N/A                  |
| 64-12/65-13 | «N/A» «Emperor's Rule»                                   | N/A                       | N/A                      | N/A                  |
| 66-14 | «N/A» «Kung Fu Club»                                     | N/A                       | N/A                      | N/A                  |
| 67-15 | «N/A» «The Hunger Game»                                  | N/A                       | N/A                      | N/A                  |

- Datos: Q14915235